# Município de Brownhelm (condado de Lorain, Ohio)
Localização do Ohio nos E.U.A.
O município de Brownhelm (em inglês: Brownhelm Township) é um local localizado no condado de Lorain no estado estadounidense de Ohio. No ano 2010 tinha uma população de 7618 habitantes e uma densidade populacional de 143,64 pessoas por km².

## Geografia
O município de Brownhelm encontra-se localizado nas coordenadas 41° 23′ 27″ N, 82° 18′ 45″ O. Segundo o Departamento do Censo dos Estados Unidos, o município tem uma superfície total de 53.04 km², da qual 52.32 km² correspondem a terra firme e (1.35%) 0.71 km² é água.

## Demografia
Segundo o censo de 2010, tinha 7618 pessoas residindo no município de Brownhelm. A densidade de população era de 143,64 hab./km².